# گایانه مکرتچیان (کارشناس آموزش و پرورش)
گایانه مکرتچیان (ارمنی: Գայանե Մկրտչյան؛  ۴ ژوئیهٔ ۱۹۵۸) یک کارشناس علوم پرورشی اهل ارمنستان است.

## زندگی‌نامه
وی در ۴ ژوئیه ۱۹۵۸ در ایروان به دنیا آمد و از مدرسه شماره ۵۳ آغاسی خانجیان، دانشگاه دولتی علوم پرورشی خاچاطور آبوویان ارمنستان و دانشگاه دولتی ایروان فارغ‌التحصیل شد. 

## یادداشت
1. ↑  Մանկավարժական գիտությունների թեկնածու